# Операция «Регенбоген» (1945)

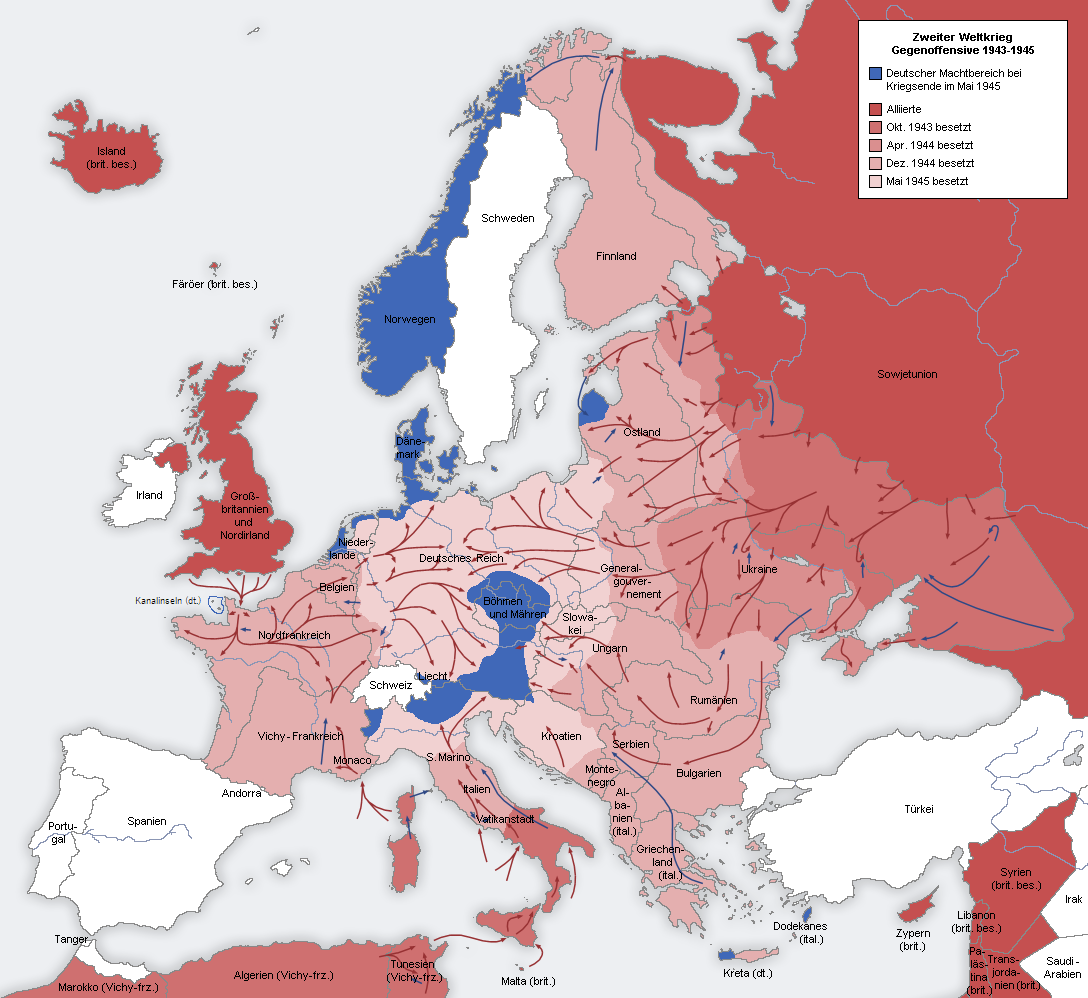
Территория, контролируемая Германией в конце войны (май 1945)

Операция «Регенбоген» (нем. Regenbogen — «радуга») — операция кригсмарине, в соответствии с которой перед капитуляцией во Второй мировой войне все немецкие корабли должны были быть затоплены собственными экипажами, чтобы сохранить честь флота.
30 апреля 1945 года гросс-адмирал кригсмарине Карл Дёниц отдал приказ, согласно которому все немецкие корабли, кроме необходимых для рыболовства, транспортных целей и послевоенного разминирования, должны быть уничтожены. 4 мая в 15:14 Дёниц, в соответствии с одним из условий со стороны стран антигитлеровской коалиции, был вынужден отдать приказ об отмене операции «Регенбоген», однако командиры подлодок Западной Балтики посчитали, что этот последний приказ был отдан не по воле Дёница и не выполнили его, затопив 238 подводных лодок, в том числе 16 уже выведенных из эксплуатации и 5 ещё не спущенных на воду.